# Pirarajá
Pirarajá est une ville de l'Uruguay située dans le département de Lavalleja. Sa population est de 967 habitants.

## Histoire
La ville a été fondée en 1895 par Luis Caselli et Diego L. Alfonsín avec le nom « Santa María ».

## Population
| Année | Population |
| ----- | ---------- |
| 1963  | 910        |
| 1975  | 773        |
| 1985  | 737        |
| 1996  | 723        |
| 2004  | 967        |

Référence,.